# Kuhblank

Wappen der Gemeinde Breese, zu der der bewohnte Gemeindeteil Kuhblank seit 2003 gehört

Kuhblank ist ein bewohnter Gemeindeteil der Gemeinde Breese im brandenburgischen Landkreis Prignitz mit heute etwa 100 Einwohnern. Der Ort wurde 1434 erstmals urkundlich als Kublanke erwähnt. Der slawische Name bedeutet Stutenwiese. Spätere Bezeichnungen sind Kopelang und Kuhblanck.
Der Gemeindeteil wurde ursprünglich als Runddorf (Rundling) angelegt und hat diese Form noch heute. Der Rundling gehört zu den in der Denkmalliste des Landes Brandenburg eingetragenen Baudenkmälern und stellt eines der wenigen Exemplare dieser Siedlungsform nördlich der Elbe dar. Auf dem von Höfen umgebenen Dorfplatz steht ein Denkmal für die aus dem Dorf stammenden Gefallenen des Ersten Weltkriegs und eine Friedenseiche. Es gibt nur eine Straße, die in das Hauptdorf hinein und heraus führt. Diese Straße mündet in die Landstraße 11 von Wittenberge nach Bad Wilsnack. 
Außerdem gibt es noch ein durch eine Wiese getrennten Wohnplatz in Richtung Bad Wilsnack, der den plattdeutschen Straßennamen Buutendörp (Außendorf) trägt und circa 35 Einwohner ausmacht. Entstanden ist dieser im 19. und 20. Jahrhundert. Die Entfernung zwischen Rundling und Außendorf beträgt nur circa 300 Meter.
Kuhblank gehörte ab dem 1. Oktober 1973 zur ehemaligen Gemeinde Groß Breese. Groß Breese wurde am 26. Oktober 2003 nach Breese eingemeindet.

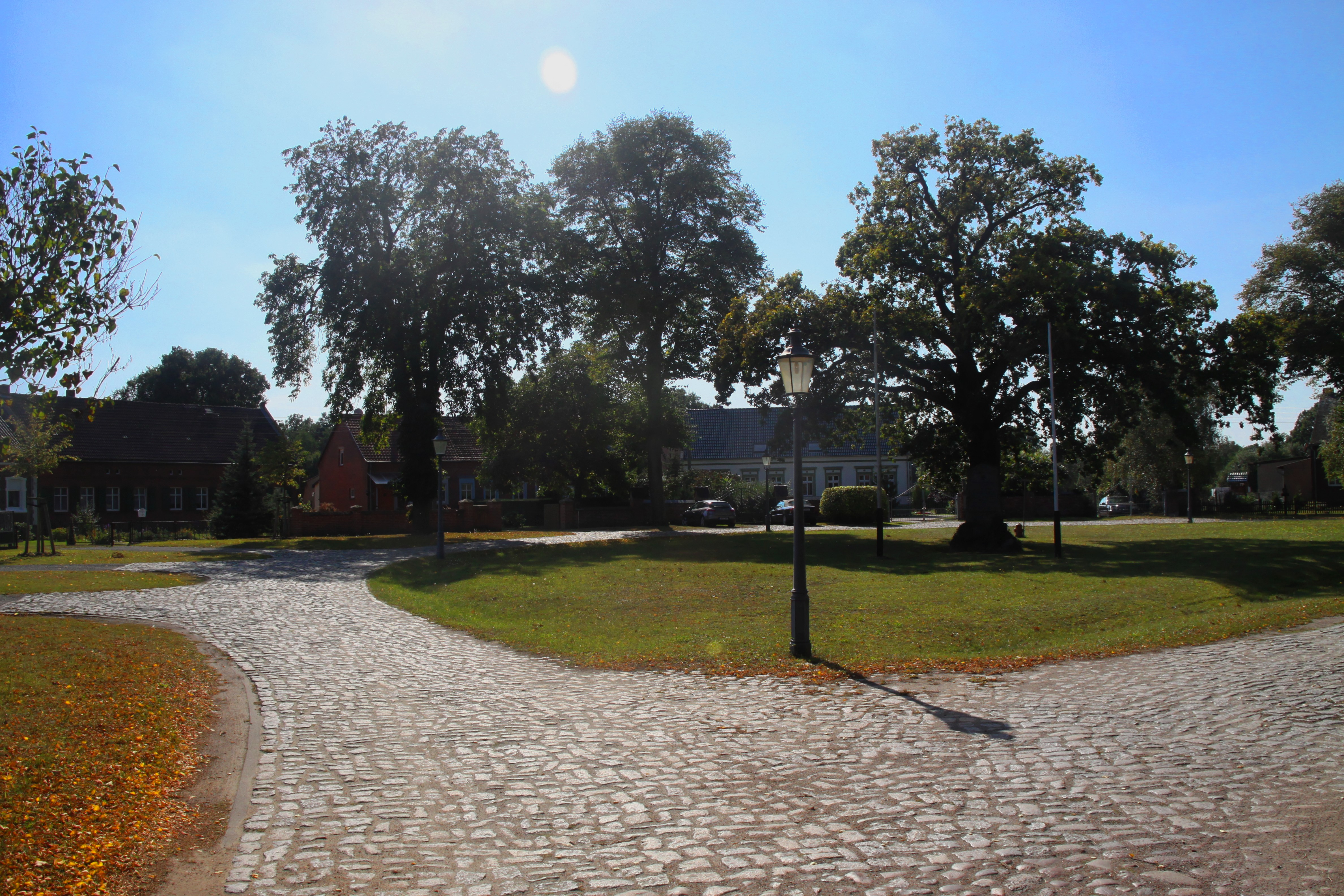
Blick von der Einfahrt auf den Rundling

Vom 7. bis zum 12. Mai 1977 ereignete sich im Kuhblanker Forst der größte Waldbrand in der Geschichte des Landkreises Prignitz. Ausgelöst durch Übungsfahrten der Sowjetarmee in der Gemarkung Klein Lüben zog sich der Brand durch die Wälder von Kuhblank, Groß Breese und Perleberg bis an die Stepenitz-Niederung. Versuche das Feuer durch kontrolliertes präventives Abbrennen zu bremsen, scheiterten. Die Dörfer Breese und Groß Breese mussten evakuiert werden. Erst durch den Einsatz von Tanklöschfahrzeugen, Panzern, diversen Traktoren und Güllewägen und einem Hubschrauber konnte der Waldbrand durch mehr als 1300 Einsatzkräfte unter Kontrolle gebracht werden. Insgesamt wurden mehr als 500 Hektar Wald vernichtet. Bei der Wiederaufforstung entstanden im Wesentlichen Kiefer-Monokulturen, sodass die Brandgefahr unverändert hoch ist.
Kuhblank hat eine aktive Freiwillige Feuerwehr mit eigenem Feuerwehrhaus, die auch ein Oster- und ein Herbstfeuer im Dorf veranstaltet. Bei Einsätzen sind bis zu zehn Kameraden zur Stelle.

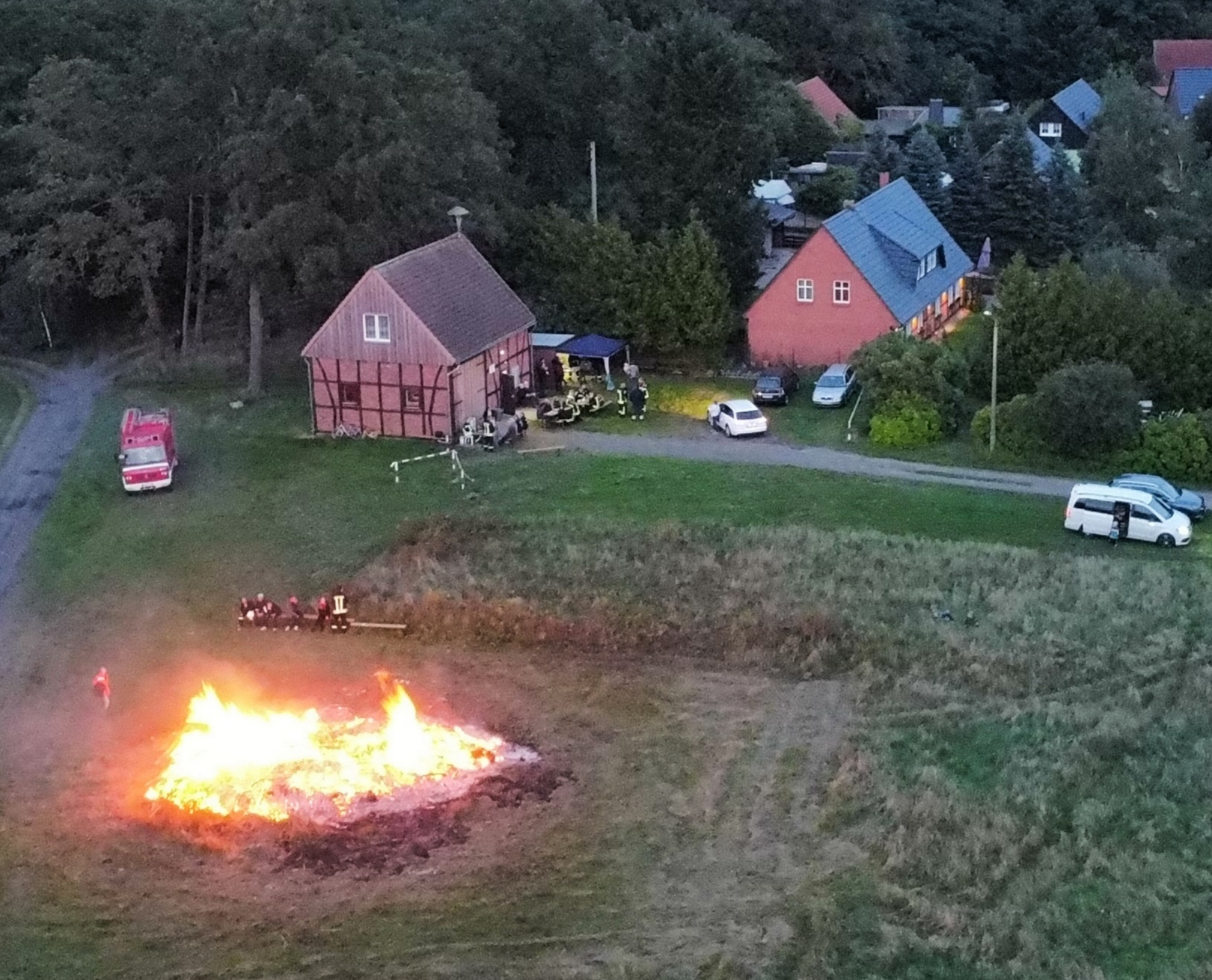
Herbstfeuer und Feuerwehrhaus der Feuerwehr Kuhblank